# Samsung Experience

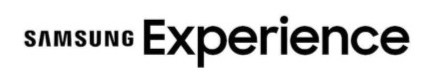
Logo

Samsung Experience (stilisierte Eigenschreibweise: SɅMSUNG Experience) ist eine von dem südkoreanischen Technologieunternehmen Samsung entwickelte grafische Benutzeroberfläche für deren hauseigene Samsung-Galaxy-Smartphones unter den Betriebssystemen Android Nougat und Android Oreo.

## Geschichte
Nachdem Samsung mehrfach dafür kritisiert wurde, dass deren Smartphones, insbesondere seit dem Samsung Galaxy S4, zu viele für die Mehrheit der Nutzer unnütze Funktionen und zu viel Bloatware enthielten, entfernte Samsung in den folgenden Jahren diese schrittweise. Dies führte dazu, dass die bisherige Benutzeroberfläche TouchWiz nicht mehr als solche zu erkennen war. Infolge entschied sich Samsung dazu, die Oberfläche umzubenennen.
Das erste Gerät mit Samsung Experience wurde im März 2016 mit dem Samsung Galaxy S7 ausgeliefert.
Der Nachfolger von Samsung Experience ist One UI.

## Features
Samsung Experience führte erstmals den Samsung-eigenen Sprachassistenten Bixby sowie die Funktion Samsung DeX ein.
Benutzer konnten zur Vereinfachung zusätzliche Bedienfelder herunterladen, wie z. B. einen RSS-Reader, Twitter-Trends und Nachrichten von CNN.